# La Bastide-des-Jourdans
La Bastide-des-Jourdans è un comune francese di 1 381 abitanti situato nel dipartimento della Vaucluse della regione della Provenza-Alpi-Costa Azzurra.

## Società

### Evoluzione demografica
Abitanti censiti